# Christian Erickson
Christian Erickson (Stati Uniti d'America, ...) è un attore e doppiatore statunitense attualmente residente a Parigi, Francia.
Il suo ruolo più riconosciuto è quello del Generale Kormarov, nell'adattamento cinematografico del 2007 di Hitman - L'assassino. Come doppiatore, il suo ruolo principale è stato quello di Lance Boyle, un conduttore televisivo, nella serie di videogiochi MegaRace.

## Filmografia parziale

### Film
- Fun with Dick and Jane (1977)
- My Friend Washington (1984)
- Le 4ème pouvoir (1985)
- À notre regrettable époux (1988)
- Le relazioni pericolose (1988)
- Aventure de Catherine C. (1990)
- Near Mrs. (1992)
- La maschera di ferro (1998)[2]
- Giovanna D'Arco (1999)[3]
- Kennedy et moi (1999)
- Les ombres (2003)

- Le divorce (2003)
- Caccia all'uomo (2003)
- Touristes? Oh yes! (2004)
- Twice Upon a Time (2006)
- Arthur e il popolo dei Minimei (2006)
- Hitman - L'assassino (2007)
- Ca$h - Fate il vostro gioco (2008)
- 8th Wonderland (2008)
- Eight Times Up (2009)
- Vento di primavera (2010)
- Les Aventures extraordinaires d'Adèle Blanc-Sec (2010)

### Videogiochi
- MegaRace (1993)
- Little Big Adventure (1994)
- MegaRace 2 (1996)
- Atlantis: The Lost Tales (1997)
- Dark Earth (1997)
- Omikron: The Nomad Soul (1999)
- AmerZone: The Explorer's Legacy (1999)
- Outcast (1999)
- Rayman 2: The Great Escape (1999)
- The Devil Inside (2000)

- Alone in the Dark: The New Nightmare (2001)
- MegaRace 3 (2001)
- Platoon (2002)
- XIII (2003)
- Syberia II (2004)
- Indigo Prophecy (2005)
- Paradise (2006)
- Dark Messiah of Might and Magic (2006)
- Heavy Rain (2010)

### Serie televisive
- Mistral's Daughter (1984)
- Madame et ses flics (1 episodio, 1985)
- Crossbow (1 episodio, 1987)
- Renseignements généraux (1 episodio, 1991)

- Counterstrike (1 episodio, 1992)
- Fall from Grace (1994)
- Highlander (1 episodio, 1998)
- Lost Souls (1998)